# Christian Röder
Pour les articles homonymes, voir Schüller.
Christian Röder est un bobeur allemand, né le 23 janvier 1997.

## Palmarès

### Championnats monde
- : médaillé de bronze en bob à 2 aux championnats monde de 2021.